# クリストファー・ゴア
クリストファー・ゴア（英語: Christopher Gore、1758年9月21日 - 1827年3月1日）は、アメリカ合衆国マサチューセッツ州ボストン出身の弁護士、政治家、外交官である。アメリカ独立戦争の時には一家の中でイギリスとアメリカの支持する側が分かれたが、ゴアは愛国者、独立を支持する側に就き勝利した。ボストンで法律実務を行って成功し、独立戦争時政府の負債を安く買い、独立後の政府から額面で買い戻して貰って財産を築いた。
ゴアは1788年に政界に入り、短期間マサチューセッツ州議会議員を務めた後に、アメリカ合衆国マサチューセッツ地区検事に指名された。その後、ジョージ・ワシントン大統領からイギリスにおける海事権を扱う外交官に指名された。1804年にマサチューセッツ州に戻って政界に復帰し、連邦党員として何度か州知事選挙に出馬したが落選した。1809年の州知事選挙では当選し、1期を務めた後の1810年の選挙では民主共和党候補のエルブリッジ・ゲリーに敗れた。1813年にはケイレブ・ストロング州知事からアメリカ合衆国上院議員に指名され、当時進行中だった米英戦争に対する反対派を率いた。
ゴアは、ミドルセックス運河やチャールズ川を渡す橋など、重要なインフラ建設プロジェクトを含め、様々な事業に資産を投資した。初期の繊維産業にも投資し、ボストン・マニュファクチャリング会社やメリマック・マニュファクチャリング会社を設立し、メリマックの場合はローウェル市そのものを設立することになった。ゴアは各種慈善事業にも関わり、ハーバード大学の大きな寄付者であり、ハーバード最初の図書館にはその名前が付けられた。ウォルサムに造った宮殿のような邸宅はゴア・プレースと呼ばれ、連邦様式建築の素晴らしい例となり、アメリカ合衆国国定歴史建造物に指定された。

## 初期の経歴
クリストファー・ゴアは1758年9月21日にボストンで生まれた。父は成功した商人で職人だったジョン・ゴア、母はフランシスであり、その多くの子供たちの1人だった。その子供たちの中で成人した男子が3人おり、その中では一番下だった。ボストン・ラテン・スクールに入学し、13歳の時にはハーバード大学に入った（当時としても若かった）。1775年、アメリカ独立戦争が始まり、ボストン包囲戦が布かれると、ハーバード大学の建物は大陸軍が占有し、ゴアは一時的にブラッドフォードで勉学を続け、大学がコンコードで運営を再開したときに大学に戻った。この在学中に弁論部に入り、終生の友となるルーファス・キングやジョン・トランブルと親交を結んだ。

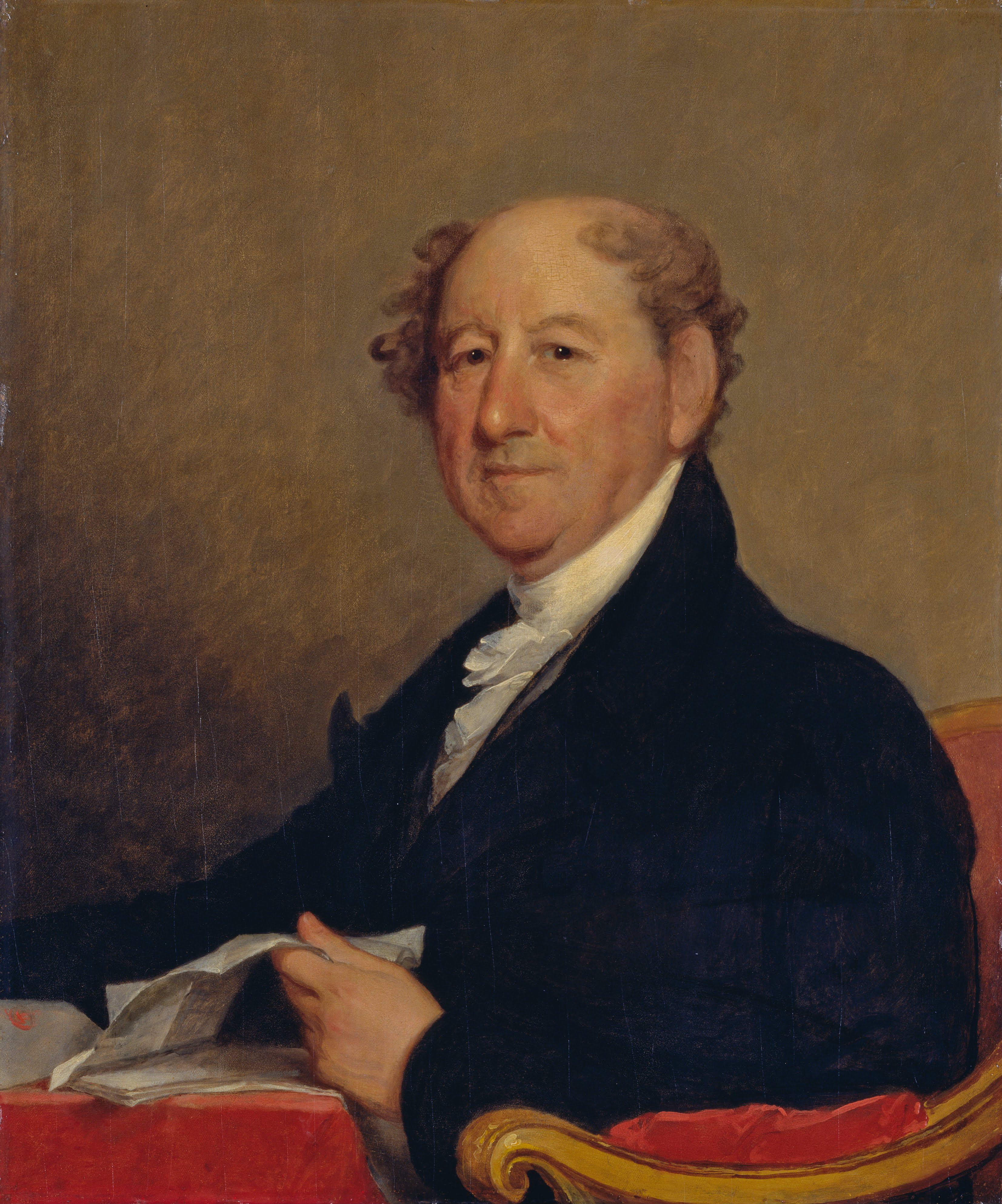
ルーファス・キング、ハーバード大学在学中に終生となる友情を結んだ

ゴアは大学を1776年（18歳）に卒業し、即座に大陸軍で義兄のトマス・クラフツが隊長を務める砲兵隊に入隊し、1778年まで事務官を務めた。この戦争でゴア家は分裂した。ゴアの父はロイヤリストであり、1776年3月にイギリス軍がボストン市を明け渡した時に、市を離れた。ゴアはその後に母と3人の姉妹を支援するために呼びつけられ、ボストンに留まった。1779年、ゴアはマサチューセッツ邦政府に請願して、父の押収された資産の中で、残っている家族の持ち分を確保することに成功した。

## 弁護士としての経歴
ゴアは軍務を離れた後に、ジョン・ローウェルと共に法律を勉強し、比較的短期間の修行後の1778年には法廷弁護士として認められた。ゴアの法律実務は繁盛した。これは多くのロイヤリストの弁護士がマサチューセッツから出て行っていたことも原因の一つだった。ゴアの顧客には資産を幾らかでも取り戻そうというロイヤリストや、ロンドンを拠点にするイギリス人商人も居り、以前の権利を追求しようとしていた。ゴアの弁論は概して理路整然としており、成功した法廷弁護士と見られていた。
ゴアは革命側の通貨や債券に慎重に投資することで財産を築いた。購入した証券は大陸軍の兵士に給与の代わりに渡された紙幣であり、大幅に割り引いて売却することが多かった。例えばゴアが購入した証券の一束は約3,700ドルだったが、額面では25,000ドルだった。1785年、ゴアは裕福な商人で海運保険業者、マサチューセッツ銀行支配人の娘であるレベッカ・アモリー・ペイント結婚した。この夫婦はその社会的品位で知られ、ボストン社交界で著名な一員になった。
1786年、ゴアはマサチューセッツ州で弁護士に対する反感が強くなることを心配するようになった。ジェイムズ・ボーディン州知事が進めた厳しい政策に対する苦情がシェイズの反乱となり、1787年には民兵隊と衝突するまでになった。ゴアは反乱軍に加わった者達を弁護する注目を浴びる弁護士団の1人に指名された（この弁護士団には、セオドア・セジウィック、ケイレブ・ストロング、ジェイムズ・サリバン、リーヴァイ・リンカーン・シニア、トマス・ドーズがいた）。多くの反乱者が最終的に有罪とされたが、その多くが恩赦を受けた。1788年、ゴアはアメリカ合衆国憲法を批准するためのマサチューセッツ邦会議の代議員に選ばれた。ゴアが住むボストンは当時州の権限を重視する方向に傾いていたために、その代議員に選ばれるのが大変だった。それでも強固な連邦主義者であるゴアは新憲法の批准を強く推進した。

## 議員、銀行家、投機家
1788年、ゴアはマサチューセッツ州議会下院議員に選ばれた。新しいアメリカ合衆国憲法によって求められる行動について、州の規則を採用するために指導的な役割を果たした。ゴアの提案によって、州議会は大統領選挙人が上下合同委員会によって選ばれることになった。また、下院と上院がアメリカ合衆国上院議員の選択で別々の投票を行い、合意によって決めることも提案した。この方法では一般の有権者が選択に関わる可能性を著しく減らすものだった。ゴアの選択は最終的に拒否され、実際には下院がまず候補者団を選定し、その中から上院が1人を選定するやり方に決まった。1789年、ゴアは再選を求めたが、当時ボストンでは反国家主義の感情が強かったために落選した。その後、議員の辞任で空いた議席のために特別選挙が行われたときに、何とか議席を確保できた。
1780年代後半にゴアが行った投機によってその富を著しく増やした。1788年、ゴアを弁護士として抱えていたボストンの実業家アンドリュー・クレイギーとゴアは、額面10万ドルの大陸証券を、その価値が騰がるであろうという投機的な価格で買うことに、秘密の合意を行った。同年10月までに二人はその目標を達した。ゴアは9万ドルの価値がある証券を約2万ドルで購入し、クレイギーに資力が許すならば獲得した11,000ドル以上で買うように促した。ゴアはマサチューセッツ州の戦争に関わる負債も購入し、マサチューセッツ州議会に働きかけて、アメリカ合衆国政府が州の負債を肩代わりさせるよう仕向けさせた。

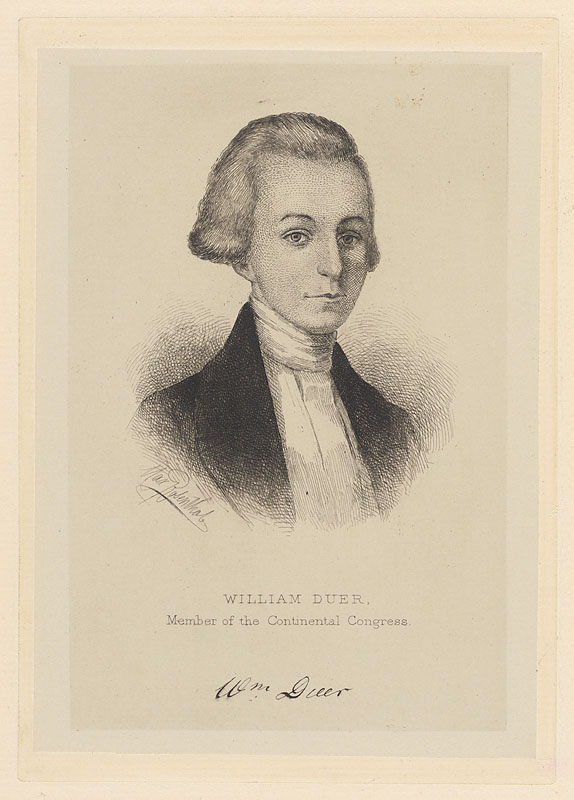
ウィリアム・デュア、ゴアの共同経営者

1790年、アメリカ合衆国議会でアレクサンダー・ハミルトンが提案し、ゴアの親友であるルーファス・キングが支持した法案が通り、大陸紙幣と州発行紙幣を額面で新しいアメリカ合衆国発行の紙幣と交換することになり、ゴアの思惑が実現した。ゴアはこの交換を行っただけでなく、受け取った紙幣は売る前に額面まで価値が騰がっていた。現存する資料からゴアの得た儲けは明らかでない。ジョン・クインシー・アダムズは、ゴアが投機によって国内で最も裕福な弁護士になったと記していた。
ゴアの投機の成功で、クレイギー、ウィリアム・デュア、ダニエル・パーカーと共同事業を行うようになり、アメリカ合衆国の外国からの負債を有利な条件で獲得することにした。パーカーはクレイギーとの共同経営者であり、デュアはニューヨークの影響力ある実業家で財務省の役人でもあり、その贅沢な生活様式がゴアに影響を与えた。この共同事業により、アメリカ合衆国の土地をヨーロッパで販売し、アメリカ合衆国のフランスに対する債務を取得しようとした。ゴアはこの事業に1万ドルを投資したが、失敗した。より強力で経験豊富なオランダの銀行家がアメリカ人を上回って操縦していた。ゴアはこれら共同経営者と他の事業にも関わったが、投資に関しては注意深く金融投機に留め、共同経営者の行う危険な土地投機には関わらないようにしていた。
ゴアの金融関連活動の多くは義父が支配人であるマサチューセッツ銀行を通して行われていた。ゴア自身は1785年にその理事に選ばれ、同時に株主にもなっていた。ゴアが理事である間に、銀行は貸付に関する規制を締め付け、資本の安定性を高めた。ゴアは個人資産の多くをこの銀行に預けたが、信用取引の限度を数千ドルまでに線引きしていた。ゴアが持っていた銀行株は1791年まで高い配当を出していたが、この年に認可された第一アメリカ合衆国銀行と厳しい競争関係に入った。

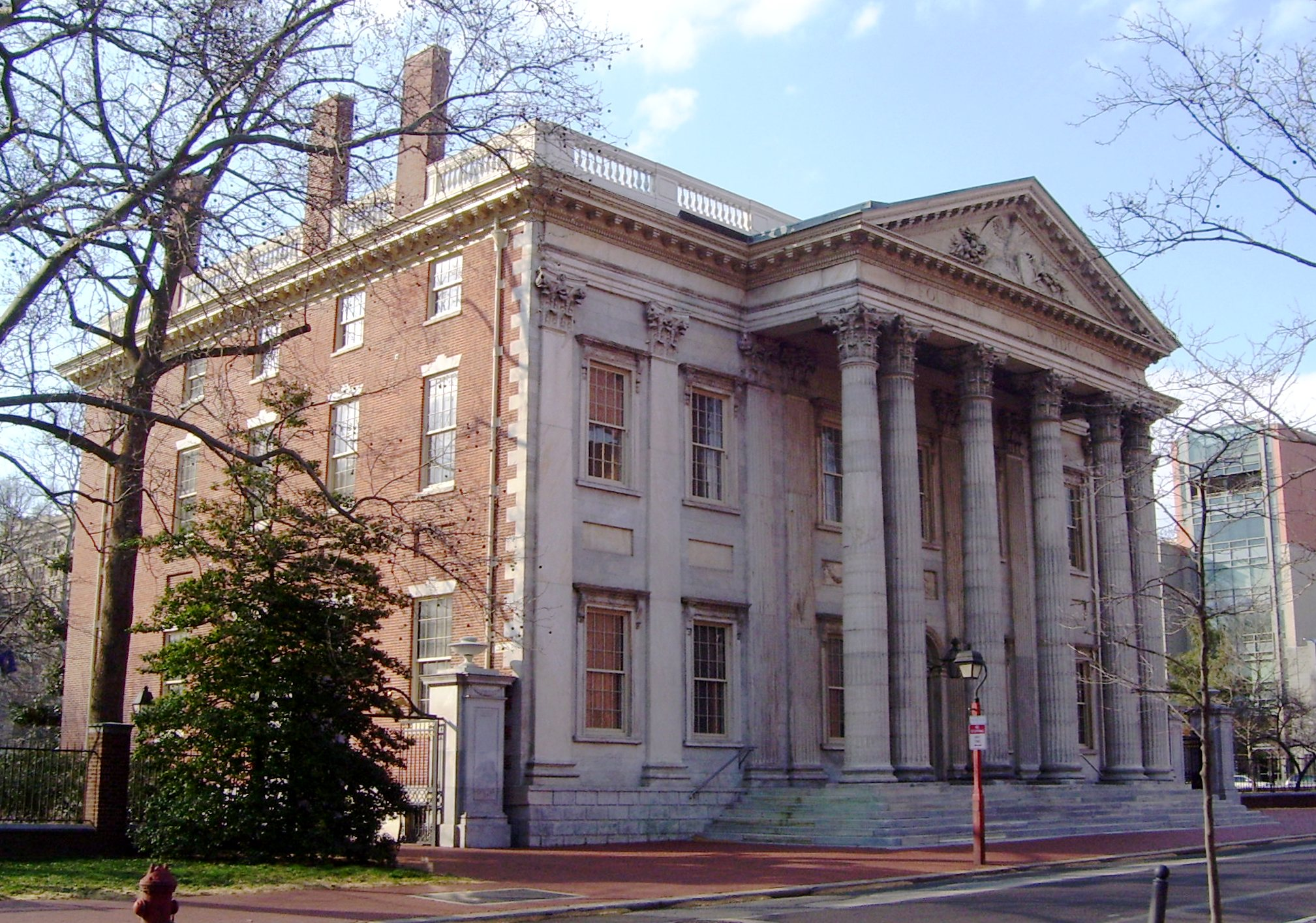
第一アメリカ合衆国銀行、フィラデルフィア

第一合衆国銀行はアレクサンダー・ハミルトンが全国で安定した金融サービスを提供するために設立したものであり、ボストンにも支店を開こうとした。ハミルトンはマサチューセッツ銀行にも強く働きかけたので、ゴアも動くことにした。ゴアはマサチューセッツ銀行株を売却し、合衆国銀行ボストン支店の支配人になった。新銀行の株式200株も購入しており、これは比較的大きな投資だった。ゴアは支店の職員の雇用判断に影響力を持ち、州認可銀行をその組織に吸収しようと考え、国が認可した銀行のみが一貫して安定したサービスを提供できると論じた。1794年、ゴアは法律実務の多忙を理由に、銀行の理事を退任した。
ゴアは財産づくりに成功したので、ボストンの社交界に入ることができた。1789年、華々しいボーディン広場にある大きな邸宅を購入し、ウォルサムでも田舎の土地を購入して、その敷地は時間と共に300エーカー (120 ha) にまで成長した。そこには家を建て、敷地の大半をジェントルマン・ファーマーとして経営した。ゴアと同様な立場にある連邦主義者がマサチューセッツ農業促進協会を結成し、数年間はその役員を務めた。この組織は農業の進歩にそれほど貢献したとは見られていない。

## 地区検事、外交官
1789年、ジョージ・ワシントン大統領がゴアを、その支持への報償として、初代のアメリカ合衆国マサチューセッツ地区検事に指名した。ゴアは州憲法で役職を複数保持することを禁じているのは、連邦政府の役職には適用されないと主張し、州議会下院議員の辞職を拒否し、論議を呼ぶことになった。しかし同僚議員からの圧力があったので、抗議に合わせて下院議員を辞職することになった。
ゴアは地区検事を1796年まで務めた。その主要な関心事はフランス革命についてアメリカ合衆国の中立を強制することだった。ボストンのフランス領事アントワヌ・デュプレーンが、ボストン港の私掠船を武装させ、出撃させていると言って、何度か告発を試みたが、フランスに同調的な地元陪審員に妨害された。デュプレーンは最終的にゴアが提出した証拠に基づき、ジョージ・ワシントン大統領からの命令で、国外追放となった。

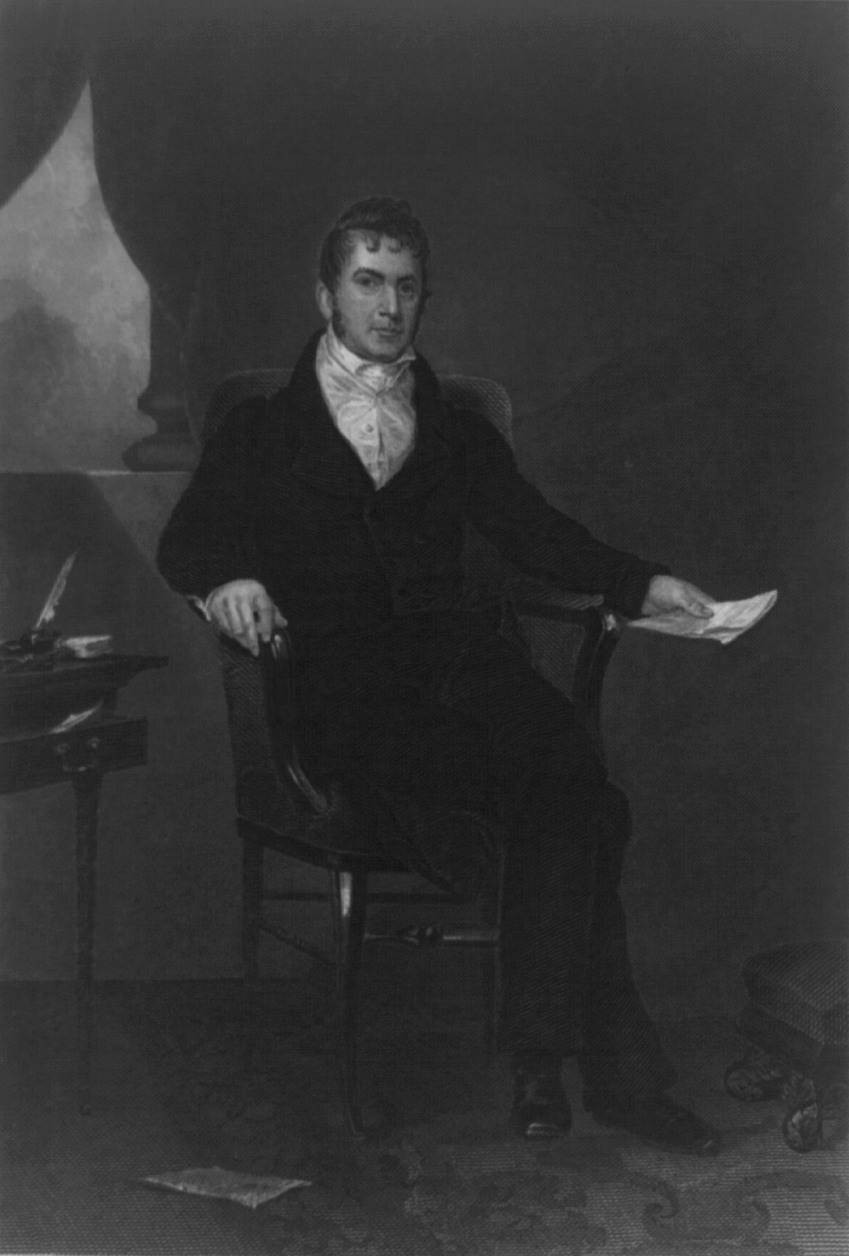
ウィリアム・ピンクニー、イングランドにおけるゴアの代理人になった

ゴアはマサチューセッツ州の新聞に政治的な記事を載せて、反フランスの世論を喚起もした。「マンリウス」という筆名で、連邦党の政策に反対しフランス寄りの立場を支持するために結成された「民主協会」を非難した。ワシントン大統領には、イングランドに誰かを派遣して交渉に当たらせることを提案した。1794年にジョン・ジェイがロンドンに行き、ジェイ条約の交渉を行った。ゴアはその条約の批准を声高に支持した。ゴアはフランスの政策に敵対的だったが、個々のフランス人には友好的だった。後のフランスの政治家タレイランがアメリカを訪問したときは、彼を歓迎した。
1796年、ワシントン大統領がゴアを、ジェイ条約の下で海事権を扱うアメリカ合衆国を代表するコミッショナーに指名した。その結果同年、ゴアはイングランドに移動し、人気のあるハイド・パーク地域に住居を構えた。その任務は、イギリスがアメリカの船や船荷を押収することから生まれる苦情を仲裁し、進行しているフランス革命戦争でアメリカの中立を守らないことに関してイギリスの苦情を処理することだった。3人のアメリカ人（ゴアとウィリアム・ピンクニー、ジョン・トランブル）と2人のイギリス人（ジョン・ニコル、ニコラス・アストリー）で委員会が作られた。意見が一致しなかった場合に決着票を投じる「公平な考え方」をする人物として、トランブルが他の4人から選ばれた。同年、ゴアはアメリカ芸術科学アカデミーの会員にも選出された。
ゴアはイギリス関係者からうまく受け入れられたが、仕事はゴアが「手続きの退屈さ」と呼んだように大変なものであり、1798年には転任を要請することも考えた。1800年、アメリカ合衆国に対するフランス革命戦争に関わる未解決の要求を解決するために、条約によって設立された新たな委員会がまだ開かれていなかったので、イギリスは他の問題の解決手段が進行するまで手続きを停止させた。ゴアはこの休止を利用して短期間アメリカに戻り、ウォルサムの領地の状態を評価した。そこの家屋は1799年の火事でほとんど破壊されていた。ロンドンに戻った後、委員会の仕事は止まったままだったので、ゴアと妻のレベッカはヨーロッパを旅行した。オランダ、ベルギー、スイスを訪れ、パリでは6か月を過ごした。この旅行の間、また後にはイングランドやスコットランドで田舎の荘園にある建築物に関するメモを取り、ウォルサムの敷地に建てる新しい家屋の計画を作り始めた。

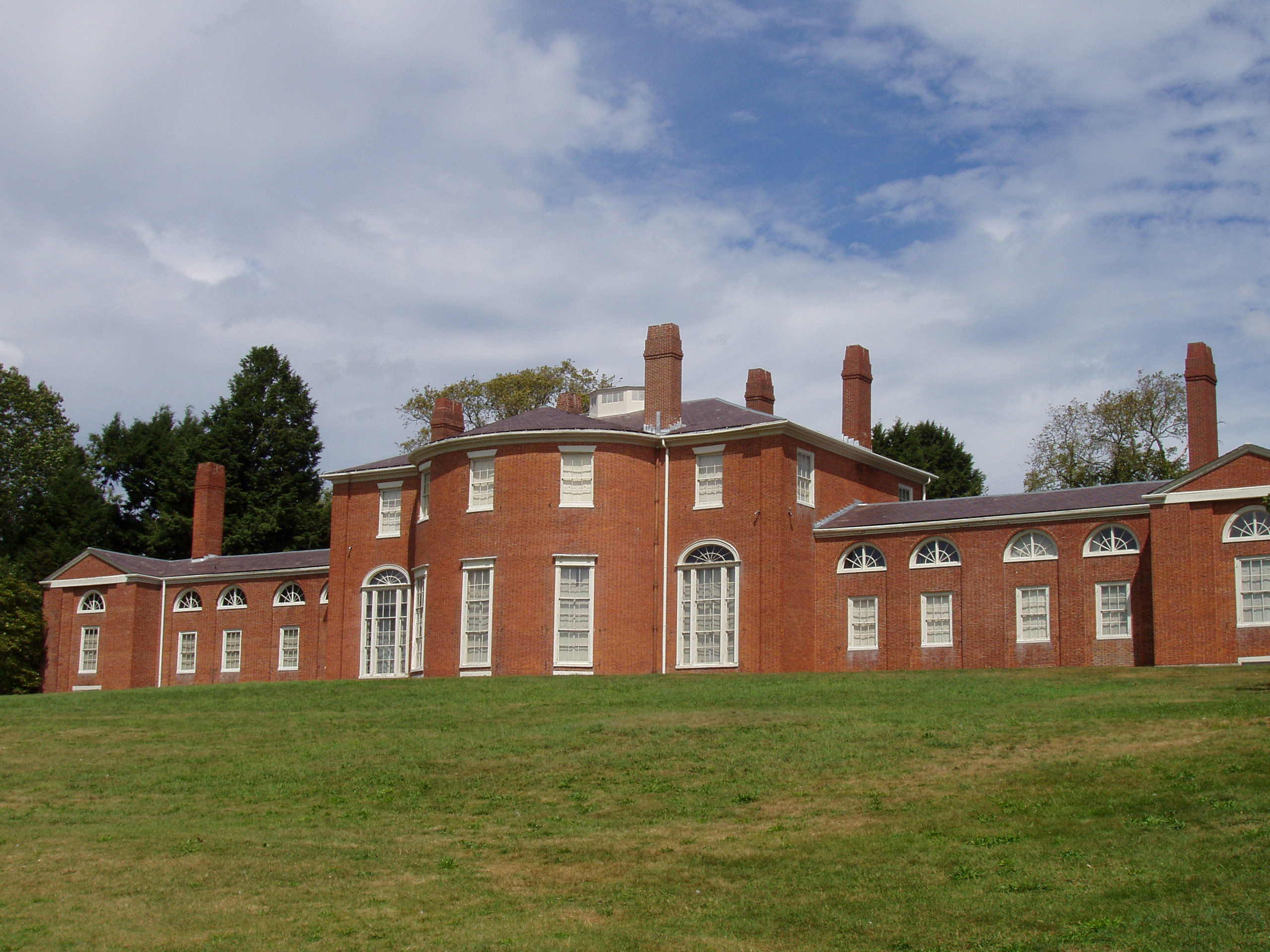
ゴア・プレース、ウォルサム

委員会は1802年初期に作業を再開し、1803年8月までに懸案事項を全て解決した。イギリスの権利請求者には11万ドルを、アメリカの主張者には600万ドル以上を渡すことになった。この一方的な結果は、アメリカ側の要求数がかなり多かったことによっていたが、要求を処理する過程で初期の重要な決定がアメリカ側に有利なものになったことと、イギリス当局がアメリカ側の機嫌を損ねないように計らったことにもよっていた。
イングランドにおけるゴアの社交サークルは、1796年に特命全権公使に指名された親友のルーファス・キングの周りに動いた。これにはもう一人マサチューセッツ州出身の在外居住者もいた。1803年5月にキングがその職から退任すると、ゴアを臨時代理大使としてロンドンの外交官の長に指名した。トーマス・ジェファーソン大統領は正規の指名を行わなかったが、イギリス政府はキングが帰国してから後任のジェームズ・モンローが着任するまでの2か月間、ゴアの役割を認めた。ゴア夫婦は1804年春にボストンに戻った。
レベッカ・ゴアはイギリスに滞在する間に、ヨーロッパの田舎で見た経験を活かし、ウォルサムの荘園のための新しい華麗な建物のデザインを作った。フランス人建築家ジョセフ＝ジローム・ルグランの助けも得て、またイギリス人建築家ジョン・ソーンの作品の影響も受け、1804年にアメリカ側に戻った時に建てた家屋は、連邦様式の現存する例として最大級に華美なものとなっている。ゴア・プレースと呼ばれている。

## 弁護士、州議会議員
ゴアはアメリカに戻ってから間もなく州の政界に復帰し、マサチューセッツ州上院議員に当選した。州の連邦党組織内で活動的であり、秘密の中央委員になった。法律実務を再開し、ダニエル・ウェブスターを徒弟にした。扱った事件の中でも著名なものは、1807年にチャールズ・オースティンの殺人罪で告発されたトマス・セルフリッジを弁護したことだった。セルフリッジは連邦党の古参弁護士であり、オースティンの共和党員の父から負債を集めるのを支援するために雇われていた。当時のボストンは政治的に緊張した雰囲気にあり、セルフリッジは身の安全が脅かされることを恐れ、決闘用の拳銃で武装していた。息子のオースティンは明らかに自身の発案でセルフリッジを杖で撃とうとしたので、セルフリッジが出合い頭にオースティンを銃で撃って致命傷を負わせた。セルフリッジは検事総長のジェイムズ・サリバン（ゴアにとっては後の知事選で対抗馬）に起訴された。弁護団には連邦党の大物ハリソン・グレイ・オーティスも含まれていた。ゴアはセルフリッジが自己防衛で行動したと論じた。セルフリッジ裁判の陪審員長は愛国者で連邦党のポール・リビアであり、15分の検討時間でセルフリッジの殺人容疑について無罪を回答した。
ゴアはまた帰国してから事業の方も再開していた。幅広く事業やインフラ建設に投資し、州内の経済活動を活性化させていた。その投資範囲は、海上保険（義父がそれで財産を築いていた）、橋、閘門、運河、繊維など広いものだった。ミドルセックス運河、クレイギー橋（ボストンとケンブリッジを初めて繋いだ橋）、ボストン・マニュファクチャリング会社の主要な投資家だった。ボストン・マニュファクチャリング会社の繊維を一か所で生産する試験工場がゴアの資産に近いウォルサムにあった。その投資の全てがうまくいった訳ではなかった。運河は長い目で見れば経営面での失敗であり、クレイギー橋のケンブリッジ側にあるレクミアポイント開発のために、他の協力者との努力も同様だった。しかし、繊維工場は成功であり、メリマック・マニュファクチャリング会社にも投資した。現在のローウェル市に立地することを決めたとき、ローウェル運河を運営するプロプライエターズ・オブ・ロックス・アンド・キャナルズの株式を購入した。この会社は今も運河を所有している。
1806年、ゴアはマサチューセッツ州上院議員選挙で当選した。同年、州議会は民主共和党が多数派であり、州知事選挙に至っては接戦だったので、票の再集計が行われたほどだった。議会派党派的なやり方で投票箱を精査した。例えば、民主共和党のジェイムズ・サリバンの名前の綴りを誤った票を集計に入れ、連邦党のケイレブ・ストロングに入れられた同様な票を無効にした。ゴアや連邦党の他の議員が大衆の抗議の声を上げさせたので、議会が折れて、最終的にストロングを当選とした。

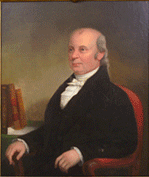
リーヴァイ・リンカーン・シニア、1809年の州知事選挙の対抗馬、ゴアが勝利した

ゴアは1807年と1808年に州知事選挙に出馬したが、州内では民主共和党が上げ潮であり、2回とも中道的な民主員のジェイムズ・サリバンに敗れた。連邦党は1808年に、民主共和党の経済政策に対する反動として、州議会を制することになったが、州の大型商船隊にとって大きな否定的効果を生むことになる通商禁止法に対して、州全体で抗議したのをゴアが積極的に支持しなかったことで批判された。ゴアは1808年に州議会下院議員に当選し、大統領選挙人団の選出では連邦党側のものを選ばせることに成功した。トーマス・ジェファーソンの外交政策についてジョン・クインシー・アダムズ上院議員が支持したことで、アダムズを連邦党から追い出す急先鋒になった。議会はアダムズの後継者を9か月前に選んでおり、アダムズに不快な指示を与えたので、アダムズは議員を辞職し、民主共和党に加わることになった。

## 州知事
1809年の州知事選挙では、1808年にサリバン知事が死んだ後の代行を務めていたリーヴァイ・リンカーン・シニアに対抗し、ゴアが連邦党を率いて当選した。ゴアの任期（当時は1年間）で州政界の重要な国内問題は、当時ナポレオン戦争に関わっていたイギリスやフランスとの通商を禁じた連邦政府の政策によって始まった金融危機だった。この金融危機でニューイングランドの多くの銀行が破綻したが、マサチューセッツ州の銀行はほとんど無傷で残った。
ゴアの政権では外交政策が重要な役割を演じた。議会はイギリスに対する貿易と外交関係で強硬路線を進む連邦政府に反対する決議を通した。在アメリカ合衆国イギリス大使就任を拒否されていたフランシス・ジェームズ・ジャクソンを、ゴアは1810年に州を訪問するよう招いた。これが圧力となって、ジェームズ・マディソン大統領がイギリスとの関係を再考し、ジャクソンの信任状を受け入れる判断に影響した。
1810年の州知事選挙では、戦争の脅威が薄れ、民主共和党がエルブリッジ・ゲリーを候補者に選んだことで、連邦党に挑戦する環境ができた。控えめなゲリーと民主共和党はゴアの華美な生活様式を批判した。そのやり玉には、ウォルサムの宮殿のような住居や、知事として組織した尊大な行動が挙げられ、ゲリーが申し分なく愛国者であるのに対し、ロイヤリストの家族との繋がりがあることが強調された。ゲリーが知事に当選した。ジャクソンは実際にボストンを訪れたが、ゴアではなく、ゲリーに歓待された。1811年の州知事選挙でもゴアはゲリーに対抗して出馬したが、辛辣な選挙戦の後で敗北した。
1809年ゴアはハーバード大学から法学の名誉学位を贈られた。1810年から1815年には大学の監督官会議の委員となり、1816年から1820年にはフェローとなった。ハーバード大学で初の図書館ビルは、1838年にクインシー産の花崗岩を使いゴシック様式で建てられ、ゴアの名前を付けられたが、1915年にワイドナー図書館が同じ場所に建てられるときに解体された。ゴアの図書館はケンブリッジ市の現在の市章に描かれている。ハーバード大学の寄宿舎ウィンスロップ・ハウスの1つはゴア・ホールと呼ばれている。

## アメリカ合衆国上院議員
1813年春、州選出アメリカ合衆国上院議員ジェイムズ・ロイドの辞任に伴い、ゴアはケイレブ・ストロング知事から後任に指名された。1814年に行われた選挙でも当選し、この職を1813年5月5日から1816年5月30日まで務めた。当時進行中だった米英戦争に反対し、以前に外交官を務めた経験が連邦党の利益に繋がる貴重な知識になった。ニューイングランド各州が民主共和党が国政を牛耳っていることと戦争を遂行していることに不満を表明した1814年のハートフォード会議については賛成意見を表明した。
ゴアは米英戦争を終わらせるガン条約に同意したが、この戦争からアメリカ合衆国が何も得られなかったことには不満だった。1816年6月、ワシントンD.C.の政治に不満であり、健康も衰えていたので上院議員を辞職した。政界で活動することはなくなったが、当時の重要問題には発言を続け、特に1820年のミズーリ妥協に反対し、連邦党知事のジョン・ブルックスについて「偉大な中道と平凡」に対する不満を表明した。

## 晩年と遺産
ゴアはハーバード大学の管理では活動を続け、またアメリカ芸術科学アカデミーやマサチューセッツ歴史協会など多くの組織でも活動した。歴史協会は1806年から1818年まで会長を務めた。晩年の多くの時間はウォルサムの田舎家で過ごしていたが、関節リウマチを患い、歩行が困難になった。健康の衰えと、ウォルサムでは社交生活が無かったので、1822年冬にはボストンに戻ることになった。1827年3月1日、ゴアはボストンで死に、グラナリー埋葬地に埋葬された。
ゴアの妻レベッカは1834年に死んでいた。夫妻に子供は生まれなかった。ゴアの遺産の主要な寄贈先はハーバード大学だったが（推計10万ドルを受け取った）、アメリカ芸術科学アカデミーやマサチューセッツ歴史協会にも遺贈があった。ウォルサムの敷地は長い間に幾人かの手に渡り、分割された。邸宅はその保存のために設立されたゴア・プレース協会によって解体を免れ、現在は博物館として運営されている。1970年にはアメリカ合衆国国定歴史建造物に指定された。